# Batalla de San Felipe del Obraje
La Batalla de San Felipe del Obraje tuvo lugar el 8 de agosto de 1861 en la Loma de Jalpa en las inmediaciones del municipio de San Felipe del Obraje en el Estado de México, México, entre elementos del ejército liberal, al mando del general Jesús González Ortega y elementos del ejército conservador durante la Guerra de Reforma. A pesar de que la guerra técnicamente ya había terminado con la victoria de los liberales y la entrada de Benito Juárez a la capital del país el 11 de enero, los conservadores seguían tratando de formar guerrillas para batir de alguna forma a los liberales. La victoria correspondió al bando liberal, por lo que los conservadores se dispersaron en Xalatlaco.